# Christinenkirche (Göteborg)

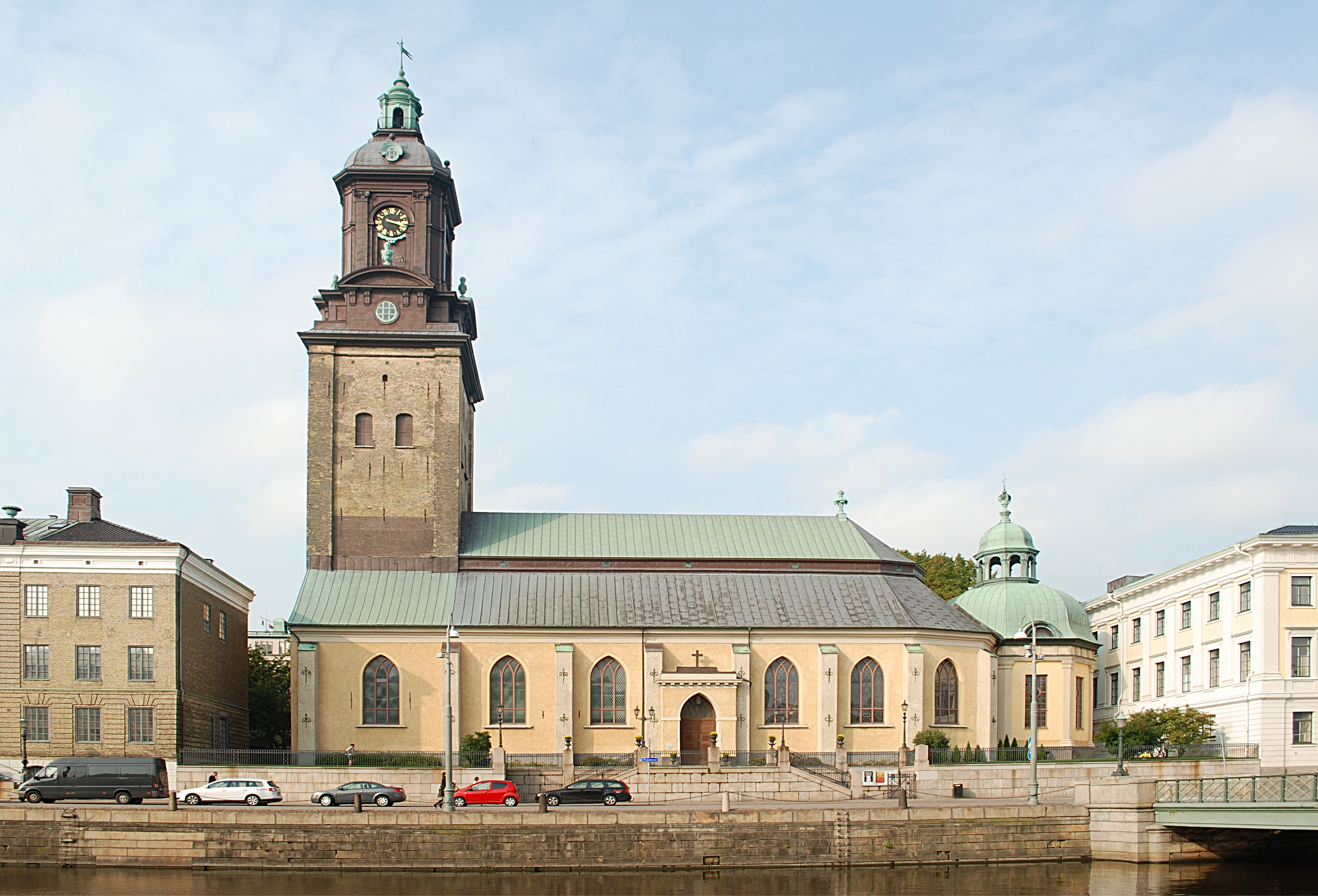
Die Christinenkirche in Göteborg

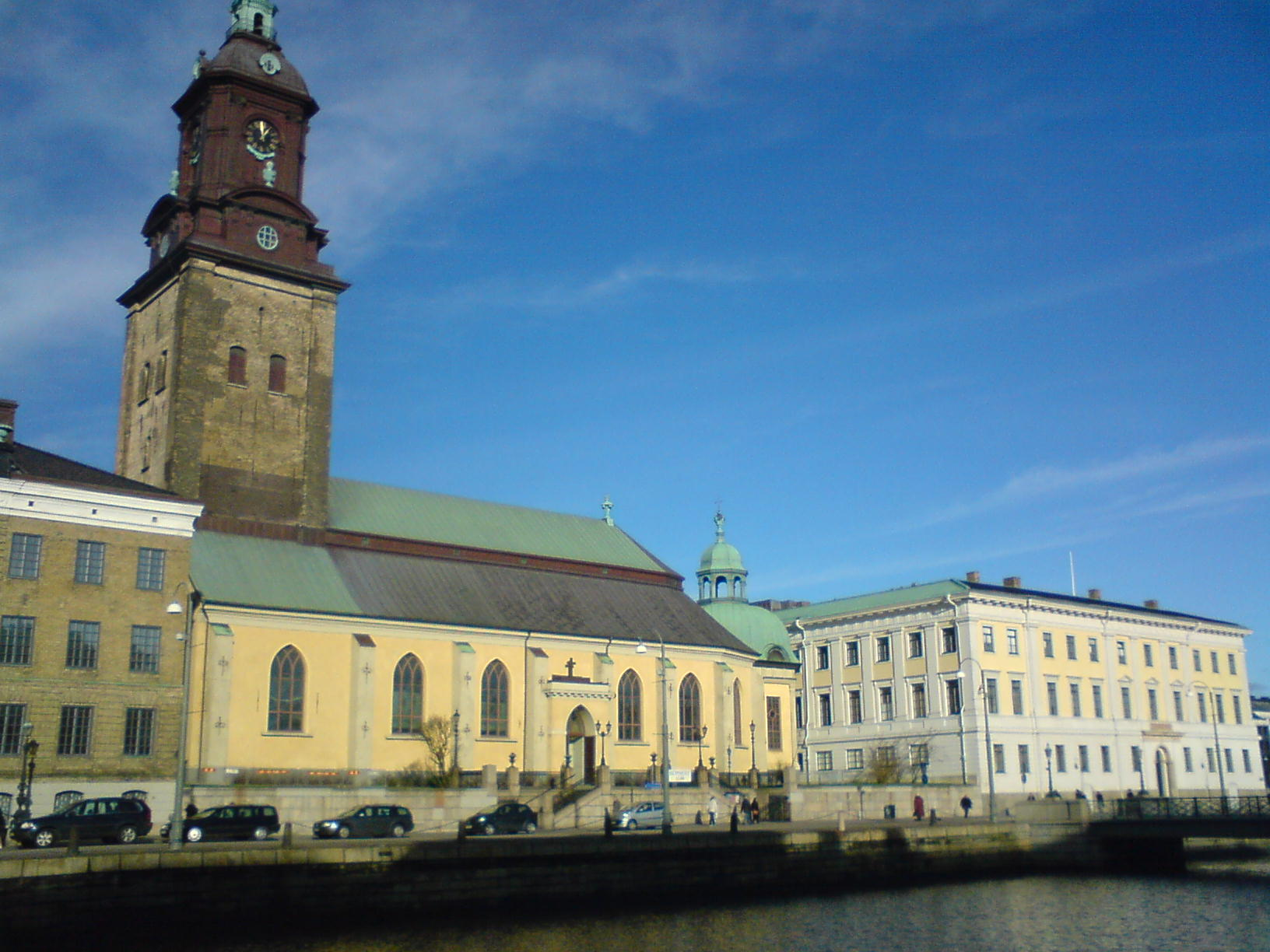
Die Kirche von Süden gesehen

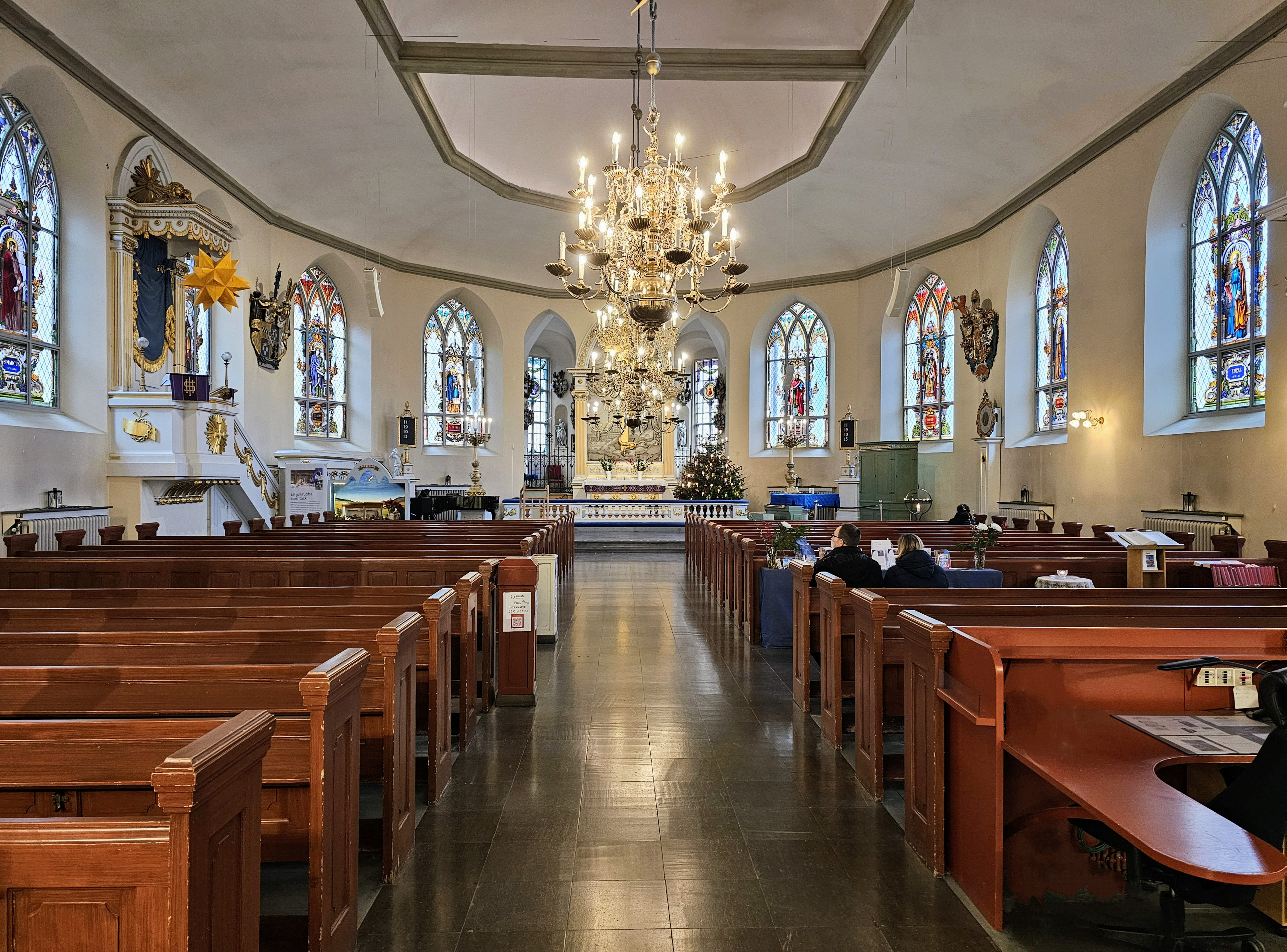
Das Kircheninnere

Die Christinenkirche (schwedisch Christinae kyrka), auch Deutsche Kirche (schwedisch Tyska kyrkan) genannt, befindet sich in Göteborg in Schweden. Sie ist das Gotteshaus der deutschsprachigen Kirchengemeinde.

## Deutsche Gemeinde Göteborg
Im Jahr 1623, zwei Jahre nach Gründung Göteborgs, wurde dort eine deutsche Gemeinde gebildet. Sie bestand aus eingewanderten Protestanten aus den Niederlanden, Deutschland und Schottland, die beim Aufbau der Stadt mithalfen. 
Die Gemeinde hat 2017 etwa 900 Mitglieder und ist Teil der Schwedischen Kirche. 
Gottesdienste finden sonntäglich um 11 Uhr in deutscher Sprache statt. Jährlich verzeichnet die Kirche circa 70.000 Besucher. Die Gemeinde organisiert verschiedene Gruppen für Krabbelkinder sowie Kleinkinder mit Eltern, Kinder im Alter von 6 bis 9 Jahren, einen Bibelgesprächskreis, den Chor, das Lunchteam usw. Ehrenamtliche helfen mit bei der Gestaltung von Gottesdiensten, der Vorbereitung von Geburtstagsfeiern und Kirchkaffee. 

## Baugeschichte

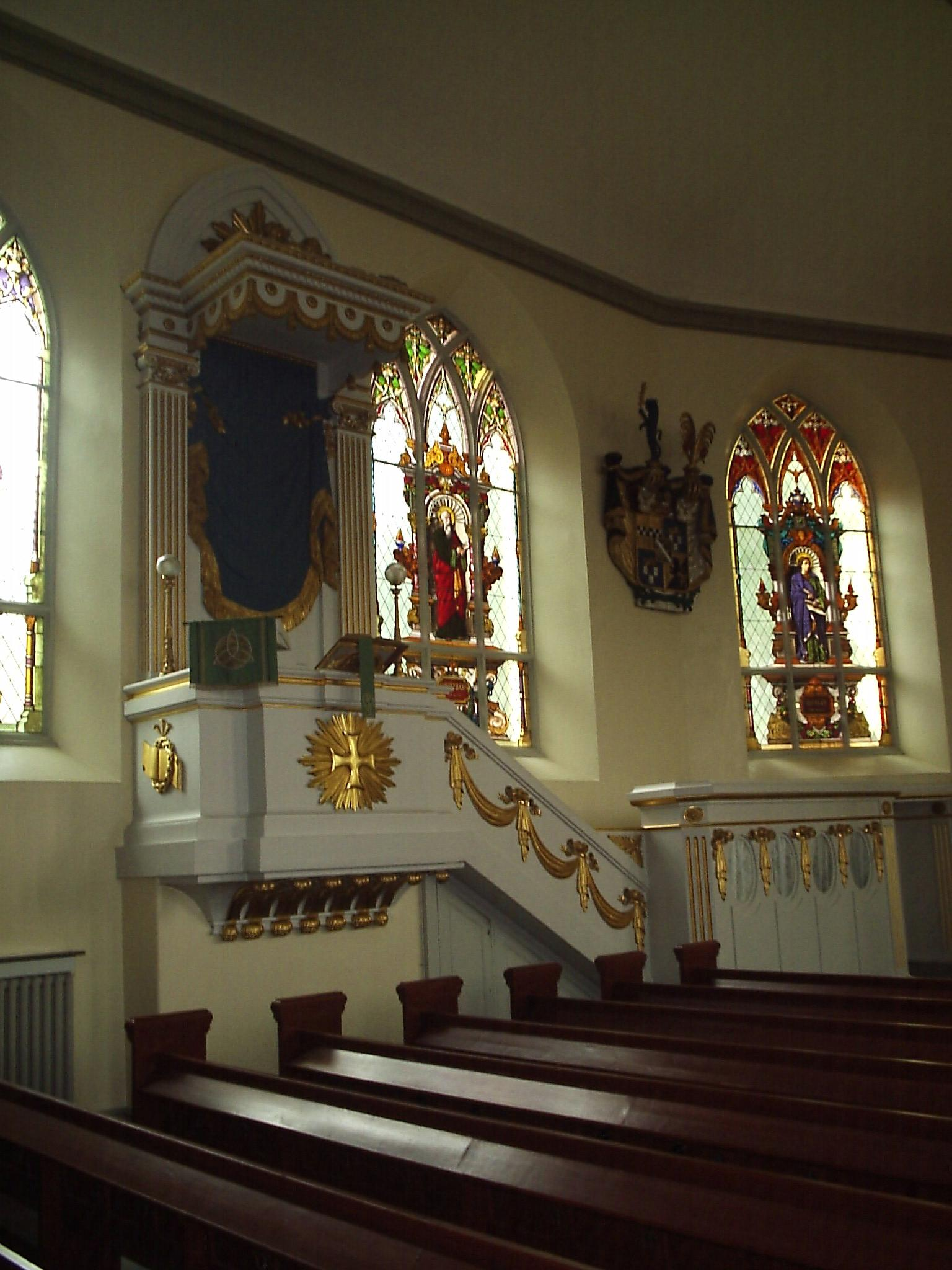
Kanzel in der Christinenkirche

Die Grundsteinlegung einer steinernen Kirche erfolgte im Jahre 1634, sie wurde 1648 eingeweiht. Königin Christina hatte den Bau der Kirche finanziell gefördert und verlieh der deutschen Gemeinde am 28. April 1649 grundlegende Privilegien. Daher wurde die Kirche nach Königin Christina benannt. Am 10. Mai 1669 brannte die gesamte Nordstadt mit der Deutschen Kirche ab. Die Kirche konnte 1672 wieder eröffnet werden.
Im Jahr 1681 baute Rutger von Ascheberg (1621–1693) für sich und seine Familie hinter dem Altar einen Grabchor. König Karl XI. stellte 1683 der deutschen Gemeinde eine Geldsumme als Beihilfe zur Errichtung eines Kirchturms zur Verfügung. Im Jahre 1699 war der Turm fertiggestellt. Am 14. Januar 1746 legte wiederum ein Großbrand die Nordstadt mit der Deutschen Kirche in Schutt und Asche. Am 15. April 1748 wurde die Deutsche Kirche wiedereröffnet. Der heutige Kirchturm wurde 1783 vollendet.
Die Christinenkirche erfuhr eine Renovierung in den Jahren 2000 bis 2001. Das Kupferdach des Turmes und eines Großteils des Kirchenschiffes wurde erneuert. Die Mauern des Kirchenschiffes wurden außen neu verputzt und innen neu gestrichen.

## Ausstattung und Renovierungen

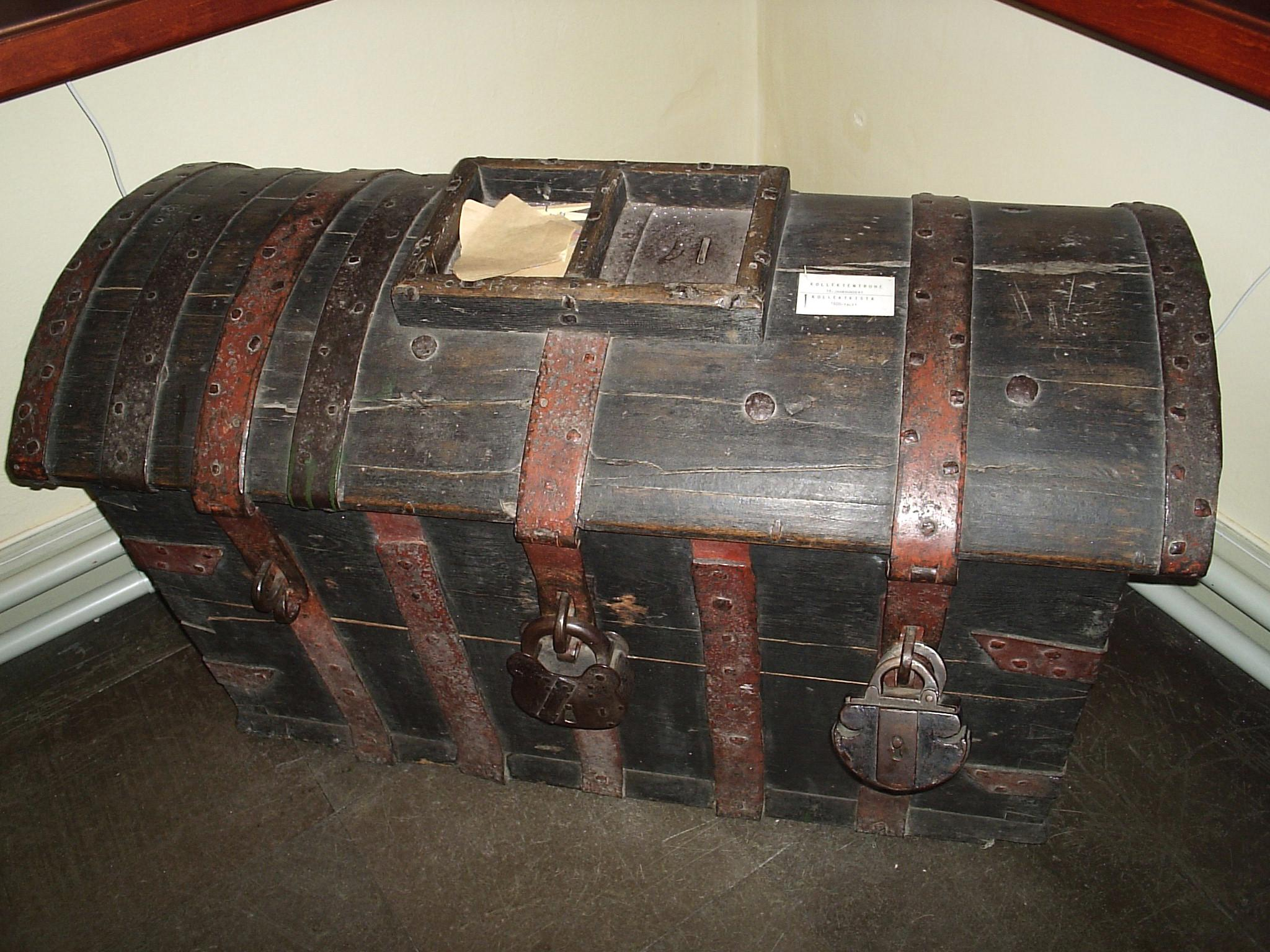
Kollektentruhe aus der Frühzeit der Gemeinde

Der klassizistische Altar der Christinenkirche wurde nach einer Zeichnung von Jean Louis Desprez angefertigt. Die in gleichem Stil gehaltene Kanzel nach einer Skizze von Th. Wennberg wurde zusammen mit dem Altar 1798 eingeweiht. Altar und Kanzel wurden vom Großkaufmann Johan Petter Holterman durch sein Testament ermöglicht. Eine frühere Barockkanzel von Marcus Jaeger aus Stralsund aus dem Jahre 1672 wurde 1797 an die Kirche in Lysekil verkauft.
Herstellung und Einbau der farbigen Kirchenfenster, die Propheten und Evangelisten darstellen, wurden durch Spenden ermöglicht. Die ersten dieser Glasfenster stammen aus dem Jahr 1897, weitere folgten in den Jahren danach. Bei einem Bombenanschlag 1978 auf das benachbarte Rathaus wurden sieben Kirchenfenster bis zu 50 Prozent zerstört, die Schäden konnten aber inzwischen weitgehend behoben werden. 
Die Kollektentruhe im hinteren Teil der Kirche stammt aus der Anfangszeit der Gemeinde. Die damaligen Diakone verwahrten darin die Kollekte. 
Bei der Renovierung 2000/2001 erhielten die Kirchenbänke einen rotbraunen Farbton. Die Sakristei wurde zeitgemäß eingerichtet und eine moderne Lautsprecheranlage wurde installiert. Im früheren Museum wurde eine Küche eingebaut. Wertvolle Gegenstände des ehemaligen Museums werden seitdem in Vitrinen im hinteren Teil der Kirche ausgestellt. Die Wiedereinweihung der Kirche nach der Renovierung erfolgte am 25. März 2001 durch den Göteborger Bischof Lars Eckerdal. 
Ein Glockenspiel mit 42 Glocken befindet sich seit 1961 im Turm der Kirche. Es lässt dreimal täglich Choralmelodien erklingen.

### Orgel

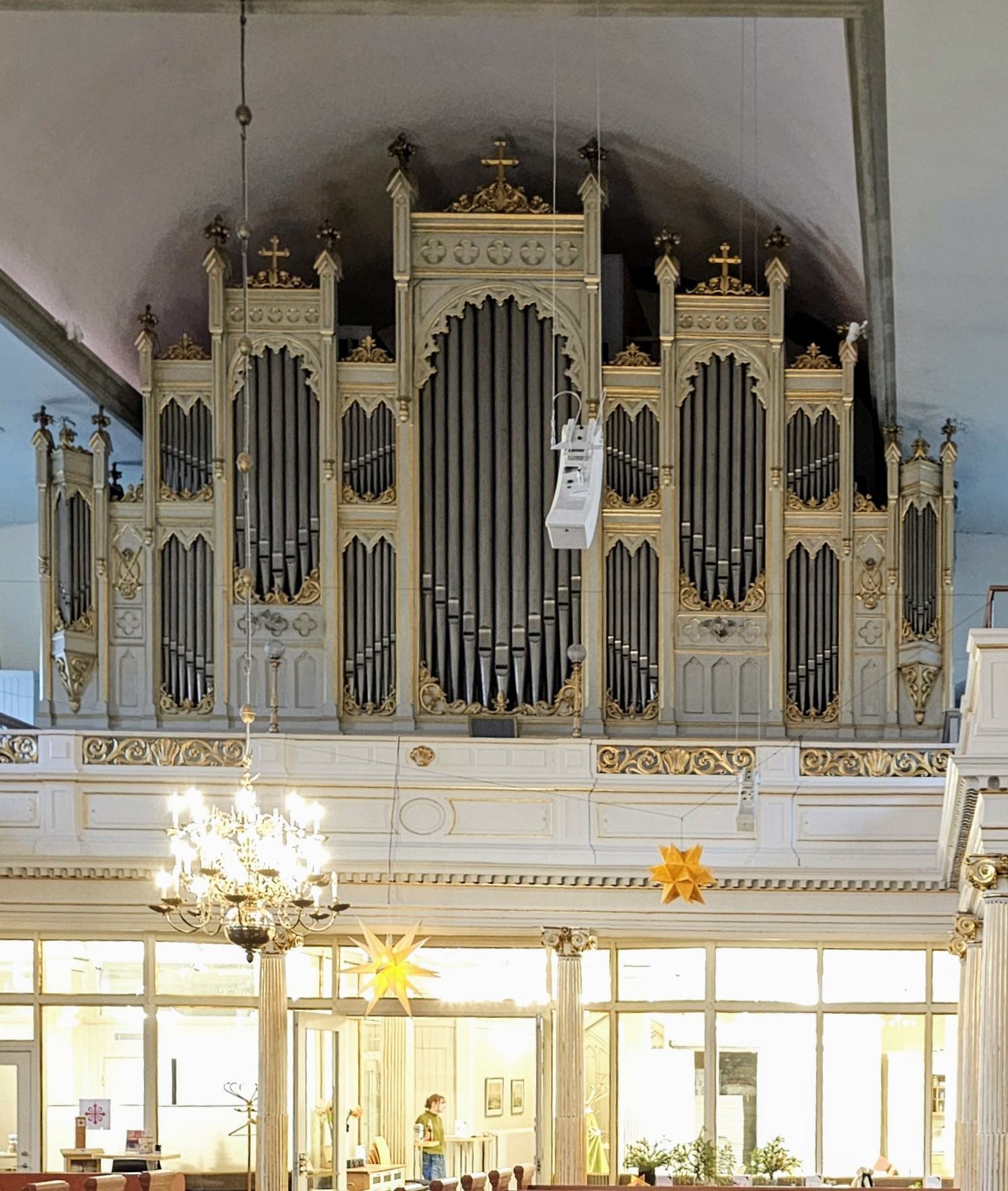
Blick auf die Orgel

Die wertvolle Orgel wurde 1864 von Marcussen & Søn in Åbenrå, Dänemark gebaut. Die Firma A. Magnusson baute die Orgel 1927 völlig um und erneuerte sie 1970. Die jüngste Renovierung erfolgte 2003 durch die Orgelbaufirma Tostared. Organist der Gemeinde ist seit 2012 Magnus Kjellson, dessen Ensemble Göteborg Baroque weit über Schweden hinaus bekannt ist.
| I Hauptwerk C–g3 |                    |        |      |
| 01.              | Prinzipal          | 16′    |      |
| 02.              | Borduna            | 16′    | Å    |
| 03.              | Principal          | 08′    | Å    |
| 04.              | Gamba              | 08′    | Å    |
| 05.              | Lieblich Gedackt 0 | 08′    | (Ma) |
| 06.              | Rörflöjt           | 08′    | Å    |
| 07.              | Oktava             | 04′    | Å    |
| 08.              | Flöjt octaviahnte  | 04′    | Å    |
| 09.              | Kvinta             | 02 ⁄3′ |      |
| 10.              | Oktava             | 02′    |      |
| 11.              | Mixtur IV          |        |      |
| 12.              | Kornett IV         |        |      |
| 13.              | Tuba               | 16′    |      |
| 14.              | Trumpet            | 08′    |      |
|                  | Tremulant          |        |      |

| II Schwellwerk C–g3 |              |         |      |
| 15.                 | Bassetthorn  | 08′     | Å    |
| 16.                 | Violin       | 08′     | Å    |
| 17.                 | Voix céleste | 08′     | (Ma) |
| 18.                 | Dubbelflöjt  | 08′     | (Ma) |
| 19.                 | Principal    | 04′     | (Ma) |
| 20.                 | Ekoflöjt     | 04′     | Å    |
| 21.                 | Nasard       | 02 ⁄3′  |      |
| 22.                 | Waldflöjt    | 02′     |      |
| 23.                 | Ters         | 01 3⁄5′ |      |
| 24.                 | Mixtur IV    |         |      |
| 25.                 | Fagott       | 16′     |      |
| 26.                 | Oboe         | 08′     | (Ma) |
| 27.                 | Cromorne     | 08′     |      |
|                     | Tremulant    |         |      |

| III Brustwerk C–g3 |                   |         |         |
| 28.                | Gedakt            | 16′     | H       |
| 29.                | Violinprincipal 0 | 08′     | T       |
| 30.                | Dubbelflöjt       | 08′     | H       |
| 31.                | Salicional        | 08′     | T       |
| 32.                | Voix Celeste      | 08′     | (M)     |
| 33.                | Octava            | 04′     | (Mag)/T |
| 34.                | Flauto dolce      | 04′     | H       |
| 35.                | Violin            | 04′     | (T)     |
| 36.                | Nasard            | 02 ⁄3′  | (Mag)/T |
| 37.                | Piccolo           | 02′     | (Mag)/T |
| 38.                | Ters              | 01 3⁄5′ | (Mag)/T |
| 39.                | Mixtur I-III      |         | (Mag)/T |
| 40.                | Oboe              | 08′     | (M)     |
|                    | Tremulant         |         |         |

| Pedalwerk C–f1 |               |     |      |
| 41.            | Untersatz     | 32′ |      |
| 42.            | Principal     | 16′ | (Ma) |
| 43.            | Subbas        | 16′ | Å    |
| 44.            | Oktava        | 08′ |      |
| 45.            | Borduna       | 08′ | (Ma) |
| 46.            | Oktava        | 04′ |      |
| 47.            | Rauschpipa    | IV  |      |
| 48.            | Kontrabasun 0 | 32′ |      |
| 49.            | Basun         | 16′ |      |
| 50.            | Trumpet       | 08′ |      |
| 51.            | Trumpet       | 04′ |      |

- Koppeln: II/I, I/P, II/P
- Anmerkungen

H = Pfeifenmaterial von Magnusson (1864)
Å = Pfeifenmaterial von Åkerman & Lund (1890)
(M) = Pfeifenmaterial von Magnussen (1927)
(Ma) = Pfeifenmaterial von Magnusson (1930)
(Mag) = Pfeifenmaterial von Magnusson (1970)
T = Pfeifenmaterial von Tostared (2003)